# Le Breuil-Bernard
Pour les articles homonymes, voir Le Breuil.
Le Breuil-Bernard est une commune déléguée de Moncoutant-sur-Sèvre dans le Centre-Ouest de la France située dans le département des Deux-Sèvres, en région Nouvelle-Aquitaine.

## Géographie
Située au cœur du bocage, à proximité de Moncoutant, et au sud de Bressuire Le Breuil-Bernard est surtout vouée à l'agriculture. Elle a la particularité de posséder une population croissante jeune et dynamique qui s'investit pleinement dans les associations et qui est très attachée à la vie de sa commune.

### Localisation et communes limitrophes
|                           | Moncoutant                |           |
| Moncoutant                | Le Breuil-Bernard         | Pugny     |
| Moutiers-Sous-Chantemerle | La Chapelle-Saint-Étienne | Largeasse |

## Histoire
Le Breuil Bernard n’était vers 1030 qu’une simple villa d’origine mérovingienne appartenant à " Garnisus " et " Raingarde " son épouse. Probablement soucieux d’assurer leur salut éternel, ils léguèrent une partie de leurs terres aux moines de l’abbaye Saint-Cyprien de Poitiers afin qu’ils y édifient une église et un bourg. Au début du premier empire, quatre moulins à vent fonctionnaient. En 1750, le Breuil Bernard comptait 500 habitants.
Le Breuil-Bernard (villa Brolio Bernardi : traduisons village ou domaine d'un espace boisé appartenant à, ou habité par un certain Bernard) apparaît dans l'histoire vers 1030. C'était une simple villa mérovingienne qui appartenait à Garnisus et Raingarde sa femme.
D'après une partie des archives de la seigneurie de Bressuire voici les villages qui existaient vers 1400 dans la paroisse du Breuil-Bernard :
Angibault, La Barre, Le Beugnon, La Blanchardière, La Blinière, La Buchellerie, La Gourre, La Pesantière, Picocu, Les Touches.
En 1438, les habitants du Breuil et Pugny refusent d'accomplir leur tour de guet et garde au château de Bressuire. Ils se cotisent et décident de plaider leur cause aux assises de Poitiers. Avant la Révolution, c'était la paroisse du Breuil-Pugny qui existait bien qu'un décret de l'évêque de Poitiers du 28 août 1776 les ait érigées en paroisses séparées.
Pendant les événements qui agitèrent le pays moncoutantais en août 1792, la population se trouva divisée. Une partie se joignit aux gardes nationaux qui allaient au secours de Bressuire. Le 24 août en passant par Pugny le château fut pillé et saccagé.
D'autres se mirent du côté des insurgés et se trouvèrent dans les troupes royalistes de Lescure.
Plusieurs villages furent incendiés par les colonnes infernales de l’adjudant-général Prévignaud en 1794.
C'est en 1886 que la population connaissait son maximum avec 652 habitants. Elle était essentiellement constituée de personnes travaillant dans une multitude de petites borderies.
L'activité agricole étant pratiquement la seule existante sur la commune, la diminution de la main-d'œuvre liée à la modernisation de cette activité a fait chuter sa population qui n'était plus que de 358 habitants en 1975. Pour maintenir la population, la municipalité fait des efforts d'équipements depuis plus de 20 ans (lotissements, salle polyvalente, terrain de football, terrain de tennis, locatifs...) . Ces efforts portent leurs fruits. La population est maintenant de 510 habitants. L'école publique avec trois classes se porte bien. Le commerce, un bar restaurant, du centre bourg est toujours présent.
Le 1er janvier 2019, la commune fusionne avec La Chapelle-Saint-Étienne, Moncoutant, Moutiers-sous-Chantemerle, Pugny et Saint-Jouin-de-Milly pour former la commune nouvelle de Moncoutant-sur-Sèvre dont la création est actée par un arrêté préfectoral du 23 novembre 2018.

## Administration
| Période | Période  | Identité              | Étiquette | Qualité |
| ------- | -------- | --------------------- | --------- | ------- |
| 1977    | 1995     | Maurice Verger        |           |         |
| 1995    | 2014     | Serge Point           |           |         |
| 2014    | En cours | Emmanuelle Herbreteau |           |         |

## Démographie
À partir du XXIe siècle, les recensements réels des communes de moins de 10 000 habitants ont lieu tous les cinq ans. Pour Le Breuil-Bernard, cela correspond à 2005, 2010, 2015, etc. Les autres dates de « recensements » (comme 2006, 2009, etc.) sont des estimations légales.
| 1793 | 1800 | 1806 | 1821 | 1831 | 1836 | 1841 | 1846 | 1851 |
| ---- | ---- | ---- | ---- | ---- | ---- | ---- | ---- | ---- |
| 530  | 402  | 511  | 509  | 580  | 534  | 565  | 566  | 590  |

| 1856 | 1861 | 1866 | 1872 | 1876 | 1881 | 1886 | 1891 | 1896 |
| ---- | ---- | ---- | ---- | ---- | ---- | ---- | ---- | ---- |
| 600  | 607  | 603  | 569  | 588  | 614  | 652  | 634  | 609  |

| 1901 | 1906 | 1911 | 1921 | 1926 | 1931 | 1936 | 1946 | 1954 |
| ---- | ---- | ---- | ---- | ---- | ---- | ---- | ---- | ---- |
| 560  | 559  | 571  | 540  | 533  | 490  | 490  | 502  | 497  |

| 1962 | 1968 | 1975 | 1982 | 1990 | 1999 | 2005 | 2006 | 2010 |
| ---- | ---- | ---- | ---- | ---- | ---- | ---- | ---- | ---- |
| 445  | 402  | 358  | 384  | 445  | 419  | 440  | 459  | 472  |

| 2015 | 2016 | - | - | - | - | - | - | - |
| ---- | ---- | - | - | - | - | - | - | - |
| 513  | 527  | - | - | - | - | - | - | - |

## Lieux et monuments
- Église Notre-Dame du Breuil-Bernard.